# Dietmar Jacobs
Dietmar Jacobs (* 1967 in Mönchengladbach) ist ein deutscher Autor. Er lebt in Köln.

## Leben
Dietmar Jacobs studierte von 1988 bis 1994 an der Universität zu Köln und promovierte 1996 zum Thema „Das Kabarett der DDR in der Ära Honecker“.
1996 erfand er die Sitcom Das Amt mit Jochen Busse in der Hauptrolle und betreute alle sieben Staffeln der Serie als Hauptautor.
Außerdem war er als Drehbuchautor an den Serien „Die Camper“, „Stromberg“, „Pastewka“, „Dr. Psycho“, „Ellerbeck“, „Frau Temme sucht das Glück“, „Merz gegen Merz“ und „Mord mit Aussicht“ beteiligt. Dazu schreibt er regelmäßig für die Satire-Sendungen Extra 3 (ARD), heute show (ZDF) und Mitternachtsspitzen (WDR).
Als Hausautor des Düsseldorfer Kom(m)ödchens wirkte er seit 1996 an fast allen Produktionen des Theaters mit, u. a. an den Stücken „Couch“, „Sushi“, „Freaks“, „Deutschland gucken“, „Irgendwas mit Menschen“ und „Crash“. Dazu verfasste er zahlreiche Theater-Komödien, u. a. die Stücke „Einmal nicht aufgepasst“, „Das andalusische Mirakel“, „In jeder Beziehung“ (gemeinsam Lars Albaum) sowie die Komödie „Extrawurst“ (gemeinsam mit Moritz Netenjakob). Außerdem ist er Autor des Musicals „Himmel und Kölle“ (ebenfalls mit Moritz Netenjakob) und regelmäßiger Texter für die Kölner Stunksitzung.
Als Autor oder Co-Autor schreibt er dazu Solo-Bühnenprogramme, u. a. für Thomas Freitag, Jochen Busse, Richard Rogler, Jürgen Becker und Christian Ehring. Gemeinsam mit dem Illustrator Horst Klein und dem Komponisten Andreas Schnermann brachte er außerdem das Kinderbuch „Kuno Knallfrosch“ heraus, das in Zusammenarbeit mit der NDR-Bigband auch als szenische Lesung aufgeführt wurde.
2006 erhielt er für seine Mitarbeit bei Stromberg den Adolf-Grimme-Preis in der Kategorie „Serien und Mehrteiler“. Für die Stücke „Freaks“ und „Extrawurst“ wurde er mit dem Monica-Bleibtreu-Preis ausgezeichnet. Außerdem erhielt er mehrfach den Deutschen Comedy-Preis. Das Musical „Himmel und Kölle“ wurde mit dem Deutschen Musical-Theater-Preis bedacht.

## Bücher
- Anfang Offen. Zusammen mit Richard Rogler. Kiepenheuer und Witsch, Köln 2003, ISBN 3-462-03251-8.
- Ja, was glauben Sie denn? Ein Religions-TÜV. Zusammen mit Jürgen Becker. Kiepenheuer & Witsch, Köln 2007, ISBN 978-3-462-03902-3.
- Jürgen Becker, Dietmar Jacobs, Martin Stankowski: So was lebt und Goethe musste sterben: Der dritte Bildungsweg. Kiepenheuer & Witsch, Köln 2009, ISBN 978-3-462-04166-8.

## Bühne (Auswahl)
- 2009: Sushi – Ein Requiem (Co-Autor Christian Ehring)
- 2011: Proseccopack (Co-Autor Christian Ehring)
- 2012: Freaks (Co-Autor Christian Ehring)
- 2014: Deutschland gucken (Co-Autoren Christian Ehring und Martin Maier-Bode)
- 2016: Der Pantoffel-Panther (Co-Autor Lars Albaum)
- 2017: Irgendwas mit Menschen (Co-Autoren Christian Ehring und Martin Maier-Bode)
- 2019: Extrawurst (Co-Autor Moritz Netenjakob)
- 2020: Himmel und Kölle – Das Köln-Musical (Co-Autor Moritz Netenjakob)
- 2021: Crash (Co-Autoren Christian Ehring, Martin Maier-Bode)
- 2022: Bulli (Co-Autoren Christian Ehring, Martin Maier-Bode)
- 2023: Kardinalfehler (Co-Autor Alistair Beaton)
- 2024: Kalter weißer Mann (Co-Autor: Moritz Netenjakob)

## Auszeichnungen
- Finalist Award 1998 für Das Amt bei „The New York Festivals“
- Adolf-Grimme-Preis 2006 für Stromberg